# Введенский сельсовет (Липецкий район)
Введенский сельсове́т — сельское поселение в Липецком районе Липецкой области. 
Административный центр — село Ильино.

## История
В соответствии с законами Липецкой области №114-оз от 02.07.2004 и №126-оз от 23.09.2004 Введенский сельсовет наделён статусом сельского поселения, установлены границы муниципального образования.

## Население
| 2010  | 2012  | 2013  | 2014  | 2015  | 2016  | 2017  |
| ----- | ----- | ----- | ----- | ----- | ----- | ----- |
| 4440  | ↘4380 | ↘4345 | ↘4286 | ↗4347 | ↗4527 | ↗4668 |
| 2018  | 2021  |       |       |       |       |       |
| ↘4543 | ↗5173 |       |       |       |       |       |

## Состав сельского поселения
| № | Населённый пункт | Тип населённого пункта       | Население |
| - | ---------------- | ---------------------------- | --------- |
| 1 | Введенка         | село                         | ↗789      |
| 2 | Воскресеновка    | село                         | ↘792      |
| 3 | Ильино           | село, административный центр | ↗1375     |
| 4 | Никольское       | село                         | ↗491      |
| 5 | Ситовка          | село                         | ↗1392     |